# Take me high (single)
Take me high is een single van Cliff Richard. Het liedje is afkomstig uit de film Take me high, het laatste optreden van Richard op het witte doek. Het nummer komt ook voor op de gelijknamige soundtrack.

## Hitnotering
In Nederland werd het een bescheiden hitje, in België niet.

### Nederlandse Top 40
| Hitnotering: week 8 t/m 10 | Hitnotering: week 8 t/m 10 | Hitnotering: week 8 t/m 10 | Hitnotering: week 8 t/m 10 | Hitnotering: week 8 t/m 10 |
| Week:                      | 1                          | 2                          | 3                          |                            |
| -------------------------- | -------------------------- | -------------------------- | -------------------------- | -------------------------- |
| Positie:                   | 37                         | 34                         | 40                         | uit                        |

### Daverende 30
| Hitnotering: 2-3-1974 t/m 8-3-1974 | Hitnotering: 2-3-1974 t/m 8-3-1974 | Hitnotering: 2-3-1974 t/m 8-3-1974 |
| Week:                              | 1                                  |                                    |
| ---------------------------------- | ---------------------------------- | ---------------------------------- |
| Positie:                           | 27                                 | uit                                |

### Britse Single Top 50
| Hitnotering: 1-12-1973 t/m 22-3-1974 | Hitnotering: 1-12-1973 t/m 22-3-1974 | Hitnotering: 1-12-1973 t/m 22-3-1974 | Hitnotering: 1-12-1973 t/m 22-3-1974 | Hitnotering: 1-12-1973 t/m 22-3-1974 | Hitnotering: 1-12-1973 t/m 22-3-1974 | Hitnotering: 1-12-1973 t/m 22-3-1974 | Hitnotering: 1-12-1973 t/m 22-3-1974 | Hitnotering: 1-12-1973 t/m 22-3-1974 | Hitnotering: 1-12-1973 t/m 22-3-1974 | Hitnotering: 1-12-1973 t/m 22-3-1974 | Hitnotering: 1-12-1973 t/m 22-3-1974 | Hitnotering: 1-12-1973 t/m 22-3-1974 | Hitnotering: 1-12-1973 t/m 22-3-1974 |
| Week:                                | 1                                    | 2                                    | 3                                    | 4                                    | 5                                    | 6                                    | 7                                    | 8                                    | 9                                    | 10                                   | 11                                   | 12                                   |                                      |
| ------------------------------------ | ------------------------------------ | ------------------------------------ | ------------------------------------ | ------------------------------------ | ------------------------------------ | ------------------------------------ | ------------------------------------ | ------------------------------------ | ------------------------------------ | ------------------------------------ | ------------------------------------ | ------------------------------------ | ------------------------------------ |
| Positie:                             | 48                                   | 40                                   | 39                                   | 39                                   | 39                                   | 37                                   | 34                                   | 29                                   | 30                                   | 27                                   | 36                                   | 47                                   | uit                                  |